# Мішель Паєн
Мішель Паєн (фр. Michel Payen, 29 вересня 1915, Тьєллуа-л'Аббе — 20 лютого 2002, Сен-Венсан-де-Поль) — французький футболіст, що грав на позиції півзахисника. Виступав, зокрема, за клуби «Дьєпп» та «Руан», а також національну збірну Франції.

## Клубна кар'єра
Мішель Паєн дебютував у професійному футболі 1931 року виступами за команду «Дьєпп», в якій грав до 1933 року. У 1933 році футболіст перейшов до клубу «Руан», за який грав до 1939 року, після чого завершив виступи на футбольних полях.

## Виступи за збірну
У 1937 році Мішель Паєн зіграв 3 товариські матчі у складі національної збірної Франції, після чого до її складу не залучався.
Помер Мішель Паєн 20 лютого 2002 року на 87-му році життя у місті Сен-Венсан-де-Поль.
| Дата      | Місто    | Господарі | Результат | Гості   | Турнір           | Голи | Примітки |
| --------- | -------- | --------- | --------- | ------- | ---------------- | ---- | -------- |
| 24-1-1937 | Париж    | Франція   | 1 – 2     | Австрія | товариський матч | -    |          |
| 21-2-1937 | Брюссель | Бельгія   | 3 – 1     | Франція | товариський матч | -    |          |
| 21-3-1937 | Штутгарт | Німеччина | 4 – 0     | Франція | товариський матч | -    |          |
| Усього    |          | Матчів    | 3         |         | Голів            | 0    |          |